# Justyna Humięcka-Jakubowska
Justyna Humięcka-Jakubowska – polska muzykolog, dr hab. nauk humanistycznych, profesor nadzwyczajny i dyrektor Instytutu Muzykologii Wydziału Historycznego Uniwersytetu im. Adama Mickiewicza w Poznaniu.

## Życiorys
Odbyła indywidualne studia w zakresie muzykologii na Uniwersytecie im. Adama Mickiewicza w Poznaniu, natomiast 13 czerwca 2005 uzyskała doktorat za pracę pt. Determinanty barwy dźwięku w dwudziestowiecznych technikach kompozytorskich w świetle koncepcji Alberta S. Bregmana, 17 lutego 2014 habilitowała się na podstawie pracy zatytułowanej Intuicja czy scjentyzm: Stockhausen - Ligeti - Nono - Berio - Xenakis - Grisey.
Objęła funkcję adiunkta w Katedrze Muzykologii na Wydziale Historycznym Uniwersytetu im. Adama Mickiewicza, oraz piastowała stanowisko profesora nadzwyczajnego i dyrektora Instytutu Muzykologii Wydziału Historycznego Uniwersytetu im. Adama Mickiewicza w Poznaniu.  Po reorganizacji Uczelni w 2019 piastuje stanowisko profesora nadzwyczajnego i prodziekana ds. naukowych Wydziału Nauk o Sztuce.

## Publikacje
- 2008: Charakterystyka badań nad barwą dźwięku i barwą w muzyce[1]
- 2009: Spektralizm Gerarda Grisey’a – od natury dźwięku do natury słuchania[1]
- 2009: The spectralism of Gerard Grisey: from the nature of the sound to the nature of listening[1]